# Judith Godrèche
Judith Godrèche (Paris, 23 de março de 1972) é uma atriz e autora francesa.